# فنغ جينغ
فنغ جينغ ((بالصينية: 冯敬)) (من مواليد 15 يناير 1985) هو لاعب جمباز من الصين.
شارك في دورة الألعاب الآسيوية 2006 في الدوحة، قطر.

## روابط خارجية
- فنغ جينغ على موقع الاتحاد الدولي للجمباز (licence) (الإنجليزية)
- فنغ جينغ على موقع الاتحاد الدولي للجمباز (biography) (الإنجليزية)
- فنغ جينغ على موقع اللجنة الأولمبية الصينية (الإنجليزية)